# 莫蘭海崖
莫蘭海崖（英語：Moran Bluff）是南極洲的海崖，位於瑪麗伯德地的謝潑德島北部，處於馬修森角以西，由美國海軍的建築設備技工命名，現時由南極條約體系管理。